# Histoire du féminisme au Québec
 (juillet 2022).
L'histoire du féminisme au Québec porte sur le mouvement féminisme au Québec du XVIIIe siècle au XXIe siècle.
Au cours du XXe siècle, le mouvement des femmes s'est progressivement imposé au Québec comme un acteur de premier plan. Porté d'abord par quelques pionnières et, progressivement, par des centaines de groupes de femmes, il est devenu, depuis les années 1960, un acteur incontournable de la modernisation d'un Québec longtemps figé dans un conservatisme religieux et sociopolitique et une stricte compréhension naturaliste du rôle des femmes. « Acteur politique le plus important de la représentation des intérêts des femmes », ses actions soutenues ont contribué à la transformation des institutions, des règles et des comportements régissant les rapports entre femmes et hommes et, plus globalement, à l'amélioration de la société québécoise. Si pour la sociologue Francine Descarries, il est assez habituel  dans le langage courant  « de parler indifféremment de mouvement des femmes ou de mouvement féministe pour désigner un mouvement social aux multiples configurations et postures dont le point de convergence est, au-delà de la revendication pour l'égalité de fait pour les femmes et de leur insertion pleine et entière dans la société », la politicologue Diane Lamoureux précisera que c'est, plus spécifiquement, le ralliement massif autour des luttes sur les questions de l'avortement et de la violences faite aux femmes, au cours des années 1970, qui a « soudainement posé comme une évidence l'existence » d'un féminisme militant au Québec.

## Contexte socio-juridique et premières luttes féministes
Sous la domination française la Coutume de Paris confie à l'homme la gestion des biens familiaux. La femme a ainsi le statut de personne mineure une fois mariée. Les femmes célibataires et les veuves détiennent toutefois des titres et des propriétés.
Ce privilège leur donne le droit de vote en vertu l'Acte constitutionnel de 1791, qui ne fait pas mention du sexe des propriétaires. Le nombre d'électrices est réduit avec l'augmentation des critères de propriété dès 1834. En 1849, une personne apte à voter devient explicitement un « homme propriétaire»  dans le Canada-Uni. Les femmes perdent alors tout droit de suffrage aux élections. Il se développe une culture de discrimination envers les femmes à l'époque. Le Code civil du Bas-Canada confirme cette orientation en  réduisant davantage le statut féminin et en consacrant l'incapacité juridique de la femme mariée en 1866. L'urbanisation aggrave l'injustice sociale entre les hommes et les femmes dès les débuts de l'industrialisation au Québec. Les travailleuses sont désavantagées économiquement et socialement. Marie Lacoste Gérin-Lajoie, puis en relève Thérèse Casgrain et Idola Saint-Jean forment des groupes de pression. Elles revendiquent le suffrage universel auprès des membres du parlement de 1927 à 1940. Le suffrage féminin rencontre des oppositions farouches, dont celles d'Henri Bourassa. Ces organisations féministes envoient des membres au parlement de Québec tous les ans pour assister en vain, à la présentation de projets de loi pour le vote des femmes. Leurs luttes portent fruit en 1940 et les femmes obtiennent  le droit de vote au Québec, sous le gouvernement d'Adélard Godbout. Madeleine Parent, Lea Roback et Simone Monet-Chartrand luttent à améliorer la situation des femmes dans le monde du travail et sur le plan juridique. Vers la fin des années 1940, le mouvement féministe canadien-français, sous l'impulsion notamment de Monique Béchard, revendique le droit des femmes à une instruction supérieure complète, auquel s'opposent certaines figures connues comme Albert Tessier. Dans la foulée des premiers changements portés par la Révolution Tranquille, Marie-Claire Kirkland est la première femme élue au parlement de Québec en 1961. Elle propose le projet de Loi sur la capacité juridique de la femme mariée afin de pallier les injustices inscrites dans le Code civil du Québec. Ce projet de loi est adopté à l'unanimité le 14 février 1964. Ce n'est cependant qu'en 1976 que les femmes obtiennent leur pleine reconnaissance juridique par la promulgation de  la Charte des droits et libertés de la personne du Québec. À la suite de l'élection du 1er octobre 2018, les femmes comptent pour plus de 40% de la députation, soit plus de 50 femmes sur 125 personnes élues.
Les mobilisations collectives survenues dans les dernières décennies sont donc centrées sur l'égalité des femmes dans le domaine professionnel, politique et juridique. La discipline juridique occupe donc à l'époque le rôle de plateforme publique servant à dénoncer les inégalités juridiques entre les deux sexes. Toutefois, au-delà du principe d'égalité dans le droit se trouve le principe d'égalité par le droit. En ce sens, la dimension juridique s'impose progressivement comme outil du changement social dont l'objectif est l'égalité des traitements entre hommes et femmes. Ainsi, les luttes féministes prennent extension dans le domaine familial, social et culturel, mais également dans le domaine de la santé, réclamant le droit à la contraception et à l'avortement. En bref, le changement social découlant des mobilisations féministes amène une remise en question de la vision selon laquelle la femme doit être réduite à un rôle traditionaliste, limitant ainsi son implication dans la société québécoise.

## L'incarnation du féminisme au Québec au XXIesiècle
Le féminisme québécois au XXIe siècle se caractérise par un mouvement idéologique et politique dont l'action politique consiste en la résistance et en la lutte contre l'oppression des femmes par le patriarcat, et dont l'objectif est d'atteindre une société égalitaire entre les sexes. On note plus récemment l'émergence de nouvelles formes de militantismes féministes qui s'interrogent sur des questions à caractère religieux, sexuel, social et racial. L'émancipation des femmes n'est donc plus exclusive à l'éducation et au droit, mais prend aussi racine des enjeux "sociétales". À l'échelle nationale, le mouvement féministe québécois se diffuse dans les différentes institutions, dont les établissements universitaires. La couverture médiatique du militantisme féministe étant faible, celui-ci est notamment incarné par des médias alternatifs, soient des outils médiatiques laissant la parole aux femmes, fournissant ainsi une voix aux idées féministes dans la société québécoise.
La féministe Sarah Beaudoin et le linguiste québécois Gabriel Martin observent dans les années 2010 la présence au Québec d'un « féminisme surfacique » qui englobe « l'ensemble des revendications qui s'attaquent à la sous-représentation des femmes dans les systèmes symboliques et formels ». Ils incluent dans ce féminisme le mouvement pour l'équité toponymique et la lutte pour la rédaction épicène et inclusive qui, à leur avis, s'attaquent « aux dommages collatéraux du système patriarcal et aux empreintes qu'il laisse dans le monde des idées ». Ils estiment que ces luttes occupent les féministes québécoises qui agissent concomitamment sur des problématiques plus concrètes, « telles que les violences sexuelles, les violences conjugales et les féminicides ».
Plusieurs féministes québécoises militent sur les réseaux sociaux depuis la fin des années 2000, que ce soit dans des collectifs tel que Je suis féministe ou Abattoir, ou en leur propre nom, comme Manal Drissi, Kim Lévesque-Lizotte, Judith Lussier, Lili Boisvert et Marilyse Hamelin, notamment.